# Clara Tauson
Clara Tauson (sinh ngày 21 tháng 12 năm 2002 ở Gentofte, Greater Copenhagen) là một vận động viên quần vợt người Đan Mạch.

## Chung kết ITF

### Đơn: 2 (1–1)
| Chú thích       |
| --------------- |
| $100,000        |
| $75,000/$80,000 |
| $50,000/$60,000 |
| $25,000         |
| $10,000/$15,000 |

| Chung kết theo mặt sân |
| ---------------------- |
| Cứng (1–1)             |
| Đất nện (0–0)          |
| Cỏ (0–0)               |
| Thảm (0–0)             |

| Kết quả | Số | Ngày                 | Thể loại | Giải đấu             | Mặt sân  | Đối thủ               | Tỷ số    |
| ------- | -- | -------------------- | -------- | -------------------- | -------- | --------------------- | -------- |
| Á quân  | 1. | 29 tháng 10 năm 2017 | $15,000  | Stockholm, Thụy Điển | Cứng (i) | Jacqueline Cabaj Awad | 4–6, 0–6 |
| Vô địch | 2. | 5 tháng 11 năm 2017  | $15,000  | Stockholm, Thụy Điển | Cứng (i) | Ekaterina Yashina     | 6–3, 6–2 |

## Chung kết Grand Slam trẻ

### Đơn nữ trẻ
| Kết quả | Năm  | Giải đấu   | Mặt sân | Đối thủ                | Tỷ số    |
| ------- | ---- | ---------- | ------- | ---------------------- | -------- |
| Vô địch | 2019 | Úc Mở rộng | Cứng    | Leylah Annie Fernandez | 6–4, 6–3 |